# L'Épouvantail (série télévisée)
Pour les articles homonymes, voir L'Épouvantail.
L'Épouvantail : Le Justicier des campagnes (The Scarecrow of Romney Marsh) est une série télévisée américaine en trois épisodes de 52 minutes, diffusée du 9 au 23 février 1964 sur le réseau NBC dans l'émission Walt Disney's Wonderful World of Color.
En France, la série a été diffusée du 4 au 18 avril 1987 dans Le Disney Channel sur FR3, puis rediffusée du 25 mai au 8 juin 1988 sur FR3.
Des extraits des trois épisodes ont été regroupés pour éditer un film, Le Justicier aux deux visages (1963 et 1975).

## Synopsis
En 1775, dans la région de Romney Marsh (située dans le comté de Kent, dans le sud-est de l'Angleterre), le pasteur Christopher Syn, paisible vicaire de la paroisse de Dymchurch, devient à la nuit tombée l'Épouvantail (surnom dû à son déguisement), justicier masqué à la tête d'une bande de contrebandiers qui lutte contre les collecteurs de taxes du roi George III.

## Fiche technique
- Titre original : The Scarecrow of Romney Marsh
- Titre français : L'Épouvantail
- Réalisateur : James Neilson assisté de John Peverall
- Scénario : Robert Westerby d'après Russell Thorndike et William Buchaman
- Photographie : Paul Beeson, Ray Sturgess (additionnelle)
- Montage : Peter Boita
- Directeur artistique : Michael Stringer
- Décors : Peter James
- Costumes : Anthony Mendelson (conception)
- Maquillage : Harry Frampton
- Coiffure : H. Montsash
- Musique : Gerard Schurmann
  - Chansons : Terry Gilkyson (Scarecrow)
- Technicien du son : Robert O. Cook
- Coordinateur de programme : Jack Bruner
- Producteur : Walt Disney, Bill Anderson (coproducteur), Hugh Attwooll (associé)
- Société de production : Walt Disney Productions
- Pays d'origine : États-Unis

Sauf mention contraire, les informations proviennent des sources concordantes suivantes : John West et IMDb

## Distribution
- Patrick McGoohan (VF : Jean-Pierre Duclos) : Dr. Christopher Syn / l'Épouvantail
- George Cole (VF : Michel Gudin) : Mr. Sexton Mipps / Hellspite
- Tony Britton : Simon Bates
- Michael Hordern : Squire Thomas Banks
- Geoffrey Keen (VF : Jacques Berthier) : General Pugh
- Kay Walsh : Mrs. Waggett
- Eric Pohlmann : King George III
- Patrick Wymark : Joseph Ransley
- Alan Dobie (en) (VF : Jean-Claude Balard) : Mr. Frank Fragg
- Sean Scully : John Banks / Curlew
- Eric Flynn (en) : Lt. Philip Brackenbury
- David Buck : Harry Banks
- Percy Herbert : Dover Castle Jailer
- Robert Brown : Sam Farley
- Jill Curzon (en) (VF : Michèle André) : Katharine « Kate » Banks
- Mark Dignam : The Bishop
- Gordon Gostelow (en) : Ben
- Bruce Seton (en) : Beadle
- Allan McClelland : 2nd Jailer
- Richard O'Sullivan : George Ransley
- Simon Lack : Dragoon Corporal
- Elsie Wagstaff (en) : Mrs. Ransley

## Épisodes
- Épisode 1 : Le pasteur Christopher Syn joue les Robin des Bois pour les paroissiens de Romney Marsh submergé par les taxes royales. Il se bat contre le général Pugh et doit trouver un moyen de lui échapper
- Épisode 2 : la bataille contre Pugh continue mais un traître se cacherait dans les rangs de Syn.
- Épisode 3 : Syn lance une opération pour libérer les prisonniers torturés par Pugh.

## Origine et production
La série L'Épouvantail est composée de trois épisodes basée sur un roman de Russell Thorndike (1885-1972) sur les bandes de contrebandiers dans le Kent au sud-est de l'Angleterre au XVIIIe siècle. Bien que les personnages du livre soient imaginaires, ces bandes de contrebandiers sont nombreuses et réelles au siècle précédent. Sur les huit tomes des aventures du Dr Syn écrites sur plus de trente ans par Thorndike à partir de 1915, la série de Walt Disney Television se concentre sur le dernier tome Dr Christopher Syn publié en 1960 et coécrit avec William Buchaman ,.
Les aventures du Dr Syn ont été adaptées deux fois au cinéma avant cette série. La première est une production britannique de 1937, Doctor Syn avec en vedette George Arliss,. Dans l'équipe de production, John West précise qu'il y avait Hugh Attwooll devenu producteur associé sur la série et d'autres productions Disney. La seconde production est Le Fascinant Capitaine Clegg (1963) de Hammer Film avec Peter Cushing.
La série a été tournée au Pinewood Studios près de Londres et dans le Romney Marsh, un marécage dans le Kent. Attwooll explique que le tournage du film de 1937 et celui de la série utilisent presque les mêmes décors de la région de Romney Marsh à environ 70 milles (113 km) au sud-est de Londres. Les scènes des plages ont été tournées à Camber Sands tandis que pour les scènes de la ville, dont l'auberge de Mrs. Waggett, utilisent une partie la Church Square à Rye. L'abbaye en ruine du deuxième épisode utilisée par le général Pugh est un lieu historique protégé pour lequel la production a dû redoubler de vigilance au point de faire poser des planches sur l'herbe pour qu'elle ne soit pas abîmée par les chevaux. Les scènes de l'église paroissiale ont été tournées à l'église St. Clement d'Old Romney, construite au XIIe siècle. Lors de la demande d'autorisation pour le tournage, l'équipe a appris que les travaux de rénovation étaient stoppés pour raisons budgétaires et elle a donc proposé de faire quelques réparations, dont celles de l'escalier menant au balcon et des bancs. Le recteur des paroisses locales, le Dr. David Pope, a servi de consultant sur la production et les travaux. Après le tournage le studio a offert une somme d'argent qui a permis de poursuivre les restaurations. Toutefois les autorités locales ont associé le bienfaiteur à la Rank Organisation, l'équipe de tournage de Disney utilisant à l'époque les studios de la société britannique comme base arrière.
La chanson titre de la série The Scarecrow Song est interprétée par Terry Gilkyson. Gilkyson est connu pour avoir composé The Bare Necessities pour  Le Livre de la jungle (1967).

## Diffusion et accueil
Le producteur Bill Anderson était tellement enthousiaste par la production de L'Épouvantail qu'il demandait à Walt Disney de produire un film et de le diffuser en salles avant que la série ne soit diffusée à la télévision. Walt a refusé mais Anderson avait déjà évoqué le sujet avec le diffuseur britannique qui cherchait un titre pour soutenir Merlin l'Enchanteur (1963) dont les résultats n'étaient pas satisfaisants. Le film a donc été diffusé à Londres à partir du 6 décembre 1963,. Anderson confirme être allé voir le film quelques jours après la première et le public était au rendez-vous, en plus grand nombre que pour Merlin l'Enchanteur. Malgré le bon résultat en salle au Royaume-Uni, Walt Disney a préféré ne pas sortir de film aux États-Unis réservant la production pour la télévision.
Les trois épisodes de 52 minutes ont été diffusés le 9, le 16 et le 23 février 1964 sur le réseau NBC dans l'émission Walt Disney's Wonderful World of Color,. Le premier épisode a été diffusé face à l'émission The Ed Sullivan Show sur CBS, programmée juste 30 minutes après et qui accueillait ce jour-là les Beatles pour leur première américaine.

### Exploitation cinématographique
De nombreux films initialement produits pour la télévision - dans le programme Le Monde merveilleux de Disney - sont sortis au cinéma souvent en dehors des États-Unis, l'émission n'y étant pas diffusée. On peut citer Davy Crockett et les Pirates de la rivière (1956), extrait de Davy Crockett (1954), Signé Zorro (1958) extrait de Zorro (1957). Souvent ces films sortent un ou deux ans après la diffusion mais pour L'Épouvantail suit un autre schéma, car un film compilation sort au Royaume-Uni en 1963 avant que la série soit diffusée aux États-Unis en 1964. En France, il est sorti en 1966 sous le titre Le Justicier aux deux visages. 
Une sortie est organisée en 1975 aux États-Unis sous le titre  Dr. Syn, Alias the Scarecrow où il ne sort en salles que le 21 novembre 1975,. En 1975, au Royaume-Uni, Disney ne rediffuse pas le film principalement en raison de la sortie l'année précédente de Carry On Dick (1974), de la série Carry On au scénario similaire. Mark Arnold considère les sorties des Merveilles de la nature et du Justicier aux deux visages en 1975 comme un complément de ressources à moindre coût pour le studio comme les ressorties de Blanche-Neige et les Sept Nains (1937) et L'Île au trésor (1950) et vu le succès des autres productions de l'année. Il précise qu'il faudra attendre 10 ans pour que le studio réalise une année aussi faste.
Peu après le film, une adaptation en bande dessinée a été publiée en novembre 1979 dans le magazine Walt Disney Showcase. Le film a été édité en vidéo en 1986.
En 2008, la série et les deux versions, britannique de 1963 et américaine de 1975, ont été disponibles en DVD dans la collection Walt Disney Treasures. Leonard Maltin, cité par Mark Arnold, évoque cette sortie en DVD qui fait de cette œuvre un objet de collection très recherché. Arnold s'interroge sur le fait que Disney n'édite pas régulièrement cette série alors que la demande est forte et qu'en 2013, le marché de l'occasion pour ce DVD dépasse les 100 USD. Le DVD comporte un documentaire avec les commentaires entre autres de l'historien Disney  Brian Sibley, l'auteur Rick Lai et Russell Thorndike. Patrick McGoohan participe aussi au documentaire et c'est sa dernière interview avant son décès le 13 janvier 2009.

## Analyse
Pour John West, la série est excellente dans la tradition des productions d'aventures des années 1930 et 1940. Les scénarios sont excellents et les acteurs aussi, tout comme la bande musicale de Gerard Schurmann . West s'étonne des efforts et des dépenses effectués pour une série télévisée,.